# Anthurium solitarium
Anthurium solitarium är en kallaväxtart som beskrevs av Heinrich Wilhelm Schott. Anthurium solitarium ingår i släktet Anthurium och familjen kallaväxter. Inga underarter finns listade.